# Côtes-d'Armor
Côtes-d'Armor (bretonsko Aodoù an Arvor, oznaka 22) je francoski departma ob Rokavskem prelivu, imenovan po besedi Arvor, ki pomeni obalo, ter ar mor - morje. Nahaja se v regiji Bretanji.

## Zgodovina
Prvotni departma Côtes du Nord je bil ustanovljen v času francoske revolucije 4. marca 1790 iz dela nekdanje zgodovinske pokrajine Bretanije, preimenovan leta 1990. Sedanje ime (Armoriške obale) tako zapopade rimsko provinco Armorico.

## Geografija
Côtes-d'Armor leži na severu regije Bretanje, ob Rokavskem prelivu. Na vzhodu meji na departma Ille-et-Vilaine, na jugu na Morbihan, na zahodu pa na Finistère.